# Party Monster (The Weeknd)
Party Monster è un singolo del cantautore canadese The Weeknd, pubblicato il 18 novembre 2016 come terzo estratto dal terzo album in studio Starboy.

## Descrizione
Seconda traccia dell'album, il brano ha visto la partecipazione vocale della cantante statunitense Lana Del Rey ed è stato pubblicato in concomitanza con I Feel It Coming.
Il 6 dicembre 2016 il singolo è stato reso disponibile per le stazioni radiofoniche urban statunitensi.

## Tracce
Testi e musiche di Abel "The Weeknd" Tesfaye, Benjamin Diehl, Martin McKinney, Ahmad Balshe e Lana Del Rey.
1. Party Monster – 4:09

## Formazione
Musicisti
- Abel "The Weeknd" Tesfaye – voce
- Lana Del Rey – cori

Produzione
- Doc McKinney – produzione esecutiva, ingegneria del suono
- Abel "The Weeknd" Tesfaye – produzione esecutiva, produzione
- Ben Billions – produzione, ingegneria del suono
- Josh Smith – ingegneria del suono
- Manny Marroquin – missaggio
- Chris Galland – ingegneria al missaggio
- Jeff Jackson – assistenza al missaggio
- Robin Florent – assistenza al missaggio
- Tom Coyne – mastering
- Aya Merrill – mastering

## Classifiche
| Classifica (2016)      | Posizione massima |
| ---------------------- | ----------------- |
| Australia              | 33                |
| Austria                | 40                |
| Canada                 | 8                 |
| Danimarca              | 16                |
| Francia                | 88                |
| Germania               | 34                |
| Italia                 | 70                |
| Norvegia               | 16                |
| Nuova Zelanda          | 27                |
| Paesi Bassi            | 27                |
| Regno Unito            | 17                |
| Stati Uniti            | 16                |
| Stati Uniti (R&B)      | 8                 |
| Stati Uniti (rhythmic) | 1                 |
| Svezia                 | 26                |
| Svizzera               | 21                |